# Haploniscus menziesi
Haploniscus menziesi är en kräftdjursart som beskrevs av Yakov Avadievich Birstein1963. Haploniscus menziesi ingår i släktet Haploniscus och familjen Haploniscidae. Inga underarter finns listade i Catalogue of Life.